# قصر طوبه
قصر طوبه (به عربی: قصر طوبة) یک منطقهٔ مسکونی در اردن است که در استان امان واقع شده‌است.